# 小行星2316
小行星2316（2316 Jo-Ann）是一颗围绕太阳公转的小行星。1980年9月2日，愛德華·鮑威爾在可可尼诺县发现了此天体。
該小行星以鮑威爾的妻子瓊-安·鮑威爾（Jo-Ann Bowell）命名。
这颗小行星的绝对星等为147.559406632613等。